# Stor-Gitssjön
Stor-Gitssjön är en sjö i Vilhelmina kommun i Lappland och ingår i Ångermanälvens huvudavrinningsområde. Sjön har en area på 5,96 kvadratkilometer och ligger 676 meter över havet. Stor-Gitssjön ligger i Gitsfjället Natura 2000-område. Sjön avvattnas av vattendraget Gitsån.

## Delavrinningsområde
Stor-Gitssjön ingår i det delavrinningsområde (719320-149240) som SMHI kallar för Utloppet av Stor-Gitssjön. Medelhöjden är 747 meter över havet och ytan är 25,3 kvadratkilometer. Räknas de 2 avrinningsområdena uppströms in blir den ackumulerade arean 27,91 kvadratkilometer. Gitsån som avvattnar avrinningsområdet har biflödesordning 4, vilket innebär att vattnet flödar genom totalt 4 vattendrag innan det når havet efter 288 kilometer. Avrinningsområdet består mestadels av skog (49 procent) och kalfjäll (25 procent). Avrinningsområdet har 6,06 kvadratkilometer vattenytor vilket ger det en sjöprocent på 23,9 procent.